# Català a la Regió de Múrcia
El català va ser la llengua d'ús majoritari a gran part de la regió de Múrcia durant la baixa edat mitjana (concretament, del segle xiii al segle xvi), sobretot entre els repobladors cristians, procedents dels territoris de la Corona d'Aragó. La llengua catalana es va mantenir a la zona de l'Horta de Múrcia probablement fins als volts del 1400 i al Camp de Cartagena fins als volts del 1500, en què fou definitivament substituïda pel castellà que havien introduït noves onades de pobladors procedents de Castella. Tanmateix, el català va influir fortament aquest castellà en forma de substrat i va contribuir a configurar allò que actualment es coneix com a dialecte murcià (o "panotxo" a l'Horta de Múrcia).
Un cop desaparegut el català de tots aquests territoris, al llarg del segle xix es va tornar a introduir en una petita comarca murciana que limita amb la vall del Vinalopó, el Carxe, arran d'una repoblació d'aquelles terres amb llauradors valencians. Actualment, els seus descendents encara mantenen el català a la zona, en aquest cas en la variant valenciana meridional.

## Història
El 1244, Jaume el Conqueridor i el seu gendre, l'infant Alfons de Castella (més tard, Alfons X el Savi) signaren el tractat de pau entre la Corona d'Aragó i la de Castella, l'anomenat Tractat d'Almizra, pel qual es fixaven els límits del Regne de València. En el pacte, s'estipulà que les terres al sud de la línia Busot – Biar – la Vila Joiosa quedaven reservades per a Castella. El tractat, doncs, deixava les comarques del Vinalopó sota domini castellà.
La Corona de Castella havia sotmès l'antic emirat de Múrsiya a vassallatge l'any 1243 mitjançant les capitulacions d'Alcaraz, les quals mantenien l'emir Ibn Hud al-Dawla com a "rei de Múrcia". El 1266, però, davant la revolta sarraïna contra aquest vassallatge que havia esclatat dos anys abans i la incapacitat dels castellans per a sufocar-la, Jaume I va conquerir l'anomenat des d'aleshores Regne de Múrcia. Malgrat retornar-ne la sobirania a Castella, respectant el Tractat d'Almizra, es repoblà la zona principalment amb catalans. Tant Ramon Muntaner com Alfons X el Savi recullen aquests fets a les seves respectives Cròniques:
| «                                                | E com lo dit senyor rey hach la ciutat de Murcia poblada e los altres llochs, ell lliura tota la sua part al rey de Castella son gendre[…] Empero ab aquesta conuinença lliura lo dit senyor rey en Iacme Darago la sua part del regne de Murcia a son gendre lo rey don Alfonso de Castella. | » |
| — Ramon Muntaner, Crònica (1325-1328), cap. XVII | |   |

| «                                                                            | (castellà) E porque non podía haver gentes de la su tierra que los poblasen, vinieron y e poblaron muchos catalanes de los que eran venidos a poblar en el reino de Valencia. | » |
| — Alfons X de Castella, Crónica general e grand estoria (ca. 1270), cap. XVI | |   |

Trenta anys més tard, el 1296, el net de Jaume el Conqueridor, Jaume II, va ocupar el Regne de Múrcia fins al 1304, en que se signà la Sentència Arbitral de Torrellas. Allà, Jaume II renunciava al Regne de Múrcia a canvi d'incorporar-ne la zona nord a la seva corona i va deixar fixat així el límit entre el País Valencià i la regió de Múrcia, quasi idèntic a l'actual. Les fronteres definitives s'acabaren de fixar el 1305 al Tractat d'Elx, on s'incloïa dins el Regne de València, a més de les terres actualment valencianes, les viles de Jumella, Favanella i Cabdet. Tot i que el tractat no deia res del Camp de Cartagena, de població majoritària catalana i sota domini catalanoaragonès, el rei Jaume II el va cedir dies després a Ferran IV de Castella. Jumella i Favanella tornaren a sobirania castellana entre 1356 i 1365, mentre que Cabdet fou annexionat a Castella per Felip V al segle xviii, en el context de la Guerra de Successió.
Tot i la cessió definitiva de la major part de la regió de Múrcia a Castella el 1305, el català s'hi va mantenir encara ben bé dos-cents anys. La prova documental més coneguda que testimonia la presència d'una comunitat lingüística catalana a terres murcianes l'aporta un cop més el cronista Ramon Muntaner, que vint anys després del Tractat d'Elx i més de seixanta després de l'entrada de Jaume I a la zona, va escriure:
| «                                                | E com la dita ciutat [Múrcia] hach presa e poblada tota de Cathalans, e axi mateix Oriola e Elx e Guardamar e Alacant e Carthagenia e los altres llochs; si que siats certs, que tots aquells qui en la dita ciutat de Murcia o els dauant dits llochs son poblats son vers Cathalans e parlen del bell cathalanesch del mon. | » |
| — Ramon Muntaner, Crònica (1325-1328), cap. XVII | |   |

També Ferran IV de Castella recull a la seva crònica, pocs anys després de Muntaner, la catalanitat dels habitants d'aquelles terres:
| «                                           | (castellà) [Jaime II va entrar al Regne de Murcia] y por consejo de los de la tierra, que eran catalanes, diérosenle todas las villas y castillos. | » |
| — Ferran IV de Castella, Crónica (ca. 1340) | |   |

A causa de les pandèmies de pesta del segle xv, la població majoritàriament catalanoparlant va minvar, per aquest motiu es van fer successives repoblacions amb castellans provinents de La Manxa. Aquesta dualitat poblacional va crear un castellà farcit de catalanismes que ha perviscut fins a l'actualitat en el dialecte murcià. La substitució del català pel castellà hauria estat un procés lent, atès l'alt percentatge de restes lèxiques no castellanes que han perdurat fins al segle xxi en el murcià. És probable que els més conservadors lingüísticament parlant haguessin estat els llauradors de l'horta murciana i els pescadors de les costes de Cartagena i del Mar Menor, que s'haurien mantingut més apegats a les seves arrels culturals i, consegüentment, a la llengua dels seus avantpassats.
Posteriorment, la pesta va assolar també la regió d'Oriola, al Regne de València, i va ser repoblada amb murcians que ja havien estat castellanitzats arran de la repoblació prèvia amb manxecs. Al llarg del segle xviii, el català va desaparèixer d'Oriola i la seva comarca, on només s'ha conservat a Guardamar del Segura i a la pedania oriolana de Barba-roja.

## Influència en el murcià
Quasi tres segles de presència del català a la zona van deixar, com és obvi, empremta en l'actual murcià, fins al punt que el català pot ser considerat com un dels substrats principals d'aquesta variant geogràfica del castellà (la qual presenta influència també de l'aragonès i un possible substrat mossàrab). A l'Horta de Múrcia, el murcià es coneix com a "panotxo".

### Lèxic
Tot i que sovint s'ha volgut atribuir l'origen de mots o girs característics del murcià a altres llengües, especialment a l'aragonès (que comparteix força lèxic amb el català), a un quasi desconegut mossàrab o fins i tot a l'occità, una gran part d'aquests modismes, sobretot lèxics, s'expliquen únicament pel català. En paraules de Maria Àngels Viladot, «sembla del tot indiscutible que cal considerar l'actual dialecte murcià com a fruit del contacte entre les llengües catalana i castellana durant els segles XII-XIV». Justo García Soriano, al seu Vocabulario del Dialecto Murciano (Madrid, 1932), concloïa que quasi la meitat del lèxic peculiar del murcià és d'origen català.
Així, per exemple, només en el camp de l'alimentació, en murcià hi trobem:
abercoque/albercoque, aladroque, alhábega (alfàbrega), bajoca, cranco, floricol, pésoles, tápenas (tàperes, un mot ben viu encara actualment) toña (peça de pa, coca) o tramuso.
Altres mots relacionats amb l'horta o la cuina són:
caballón (cavalló), corbilla (falç, corbella), esparteña, fangue, garba, llanda (llauna que s'empra per a cuinar al forn), misto, olivera, rodancha, pansío (pansit), socarrín (socarrim).
Existeix també el verb minchar (del qual deriven els famosos michirones, un plat de faves típic del Camp de Cartagena i l'Horta de Múrcia); quan alguna cosa bull es diu que bulle i una manzana cucada és, efectivament, una poma cucada. El lèxic murcià té, però, molts més exemples de clar origen català:
| - adobar (adobar, amanir) - ansa (nansa) - bambolla (bombolla) - boria (boira) - bufar - cabernera/cavernera/cagarnera (cadernera) - canute (canut) - charreta (conversa animada) - despendolar/despendolao (espentolat) - embozar (embossar) - esclafar - espolsar/espolsador | - estufío (estufit) - gavarrote (gavarrot) - gresca - lebeche (llebeig) - leja (lleixa) - mañaco (manyac, dòcil) - minso (en el sentit de fals, algú de qui que no te'n pots fiar) - polsaguera - rampazo (enrampada) - rebuche (rebuig) - remiljo (petita quantitat, remitjó) - remor (en el sentit de "nosa") |

1. ↑  Aplicat al fet de bufar-se les parets per la humitat, inflar quelcom o barallar-se a plantofades.

### Fraseologia

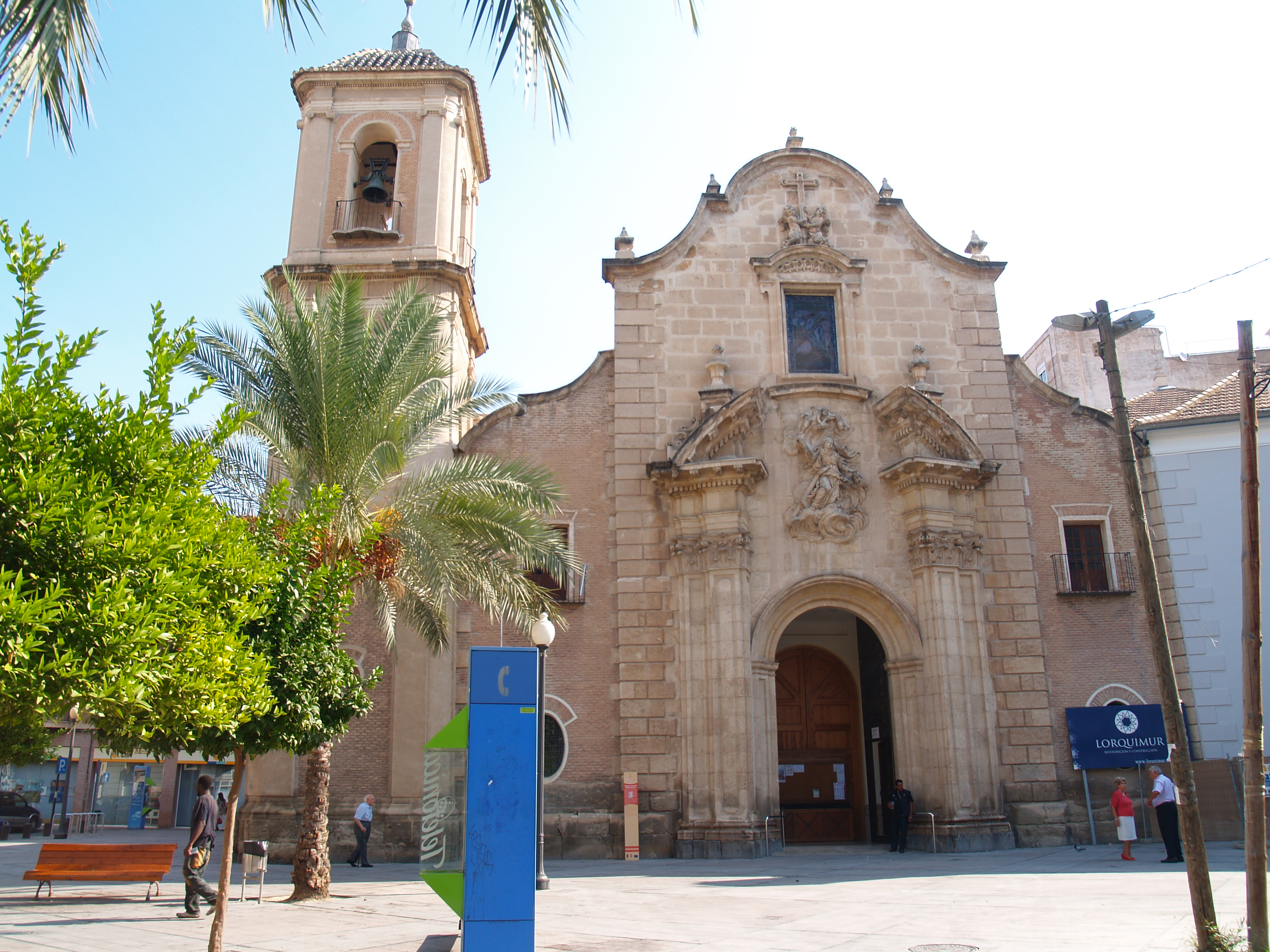
L'església de Santa Eulàlia (Múrcia)

Hi ha també nombroses expressions i frases fetes idèntiques que en català, com ara beber a gallete o ir del bracete. No tenir el cap clar, estar emboirat, es diu en murcià estar emboriao i existeix també el "Ca" per a casa: Voy a ca mi abuela.

### Onomàstica i toponímia
També en el camp de l'onomàstica ens retrobem amb el català a Múrcia, ja que molts dels antics cognoms catalans s'han castellanitzat i han donat formes noves com ara "Arnao" (Arnau), "Bienvingud" (Benvingut), "Durante" (Duran), "Cerdán" (Cerdà), "Picón" (Picó), "Puche" (Puig), "Pujalte, Pujante" (Pujalt), "Reche" (Reig) o "Roche" (Roig).
Pel que fa a la toponímia, l'illa que hi ha fora del Mar Menor, a l'est de La Manga, es diu Isla Grosa. També hi ha els paratges de Calarreona, Calnegre i Calblanque entre molts altres. A Múrcia hi ha, des dels temps de Jaume I, la parròquia de "Santa Olalla de los Catalanes", coneguda actualment com a parròquia de Santa Eulàlia. Un dels carrers més coneguts de la ciutat de Múrcia, la Calle Trapería, ja apareix esmentat a la Crònica de Muntaner com al carrer de la Draperia.

### Cultura popular
L'empremta de la presència catalana deixà nombrosos rastres en la cultura popular murciana, més enllà i tot de l'època en què el català es mantingué a la zona. Dos segles després d'haver desaparegut de la ciutat de Múrcia, el 1604, encara hi ha constància documental de l'ús de la Cucafera durant les processons del Corpus a la ciutat, un costum ben estès per tota l'antiga Corona d'Aragó.
Pel que fa a la gastronomia, la regió de Múrcia comparteix diverses especialitats amb les terres de parla catalana, com ara la botifarra (la murciana és, sobretot, la negra), la paella (destaca l'anomenada "paella huertana") i els diversos plats de caragols, molt valorats a la zona.

## El català al Carxe

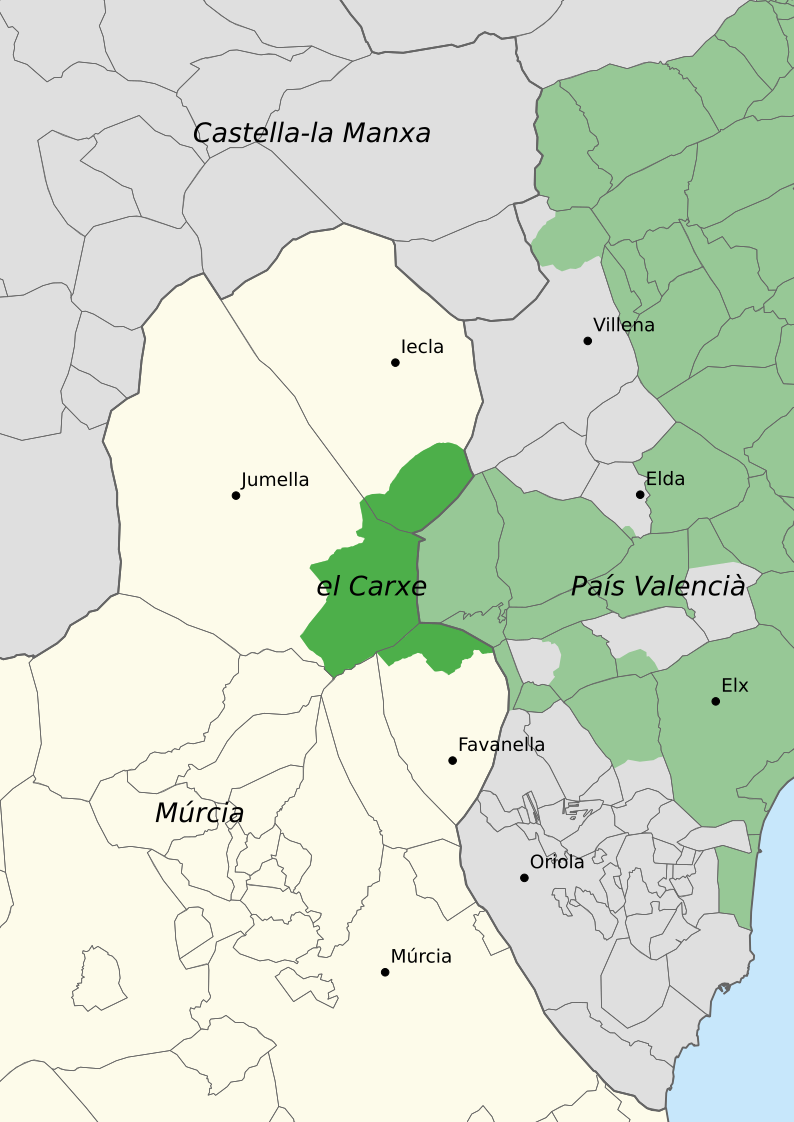
Abast del català al Carxe

Després de l'expulsió dels moriscos al segle xvii, gran part dels extensos termes murcians de Iecla, Jumella i Favanella restaren gairebé despoblats. Aquestes terres foren dedicades a pastures i, en el període del 1878 al 1887, donades en emfiteusi per a l'explotació agrícola. Això provocà una forta immigració de llauradors procedents de les valls del Vinalopó, que va ser l'origen del valencià actual del Carxe (algunes fonts endarrereixen considerablement la data d'inici de l'arribada de colons valencians, ja que segons una informant de La Canyada de l'Alenya, la seva mare, nascuda el 1877, era besnéta dels primers pobladors arribats de Novelda). Els repobladors valencians s'establiren a les planes que formen les capçaleres de les rambles de Favanella i de la Raixa i també més al nord, fins a tocar gairebé de Iecla, sempre a les envistes de la serra del Carxe (d'on pren nom la comarca). Les viles i llogarets que hi fundaren han romàs sempre com a pedanies de Iecla, de Jumella i de Favanella.
A causa de l'origen d'aquests repobladors, al Carxe s'hi parla valencià meridional. Concretament, a la meitat nord els nouvinguts provenien del Pinós i Monòver i a la meitat sud, de l'Alguenya i Novelda. Aquesta diferència d'orígens encara es pot apreciar al parlar: per exemple, al nord encara predominen les formes venir i tenir, pròpies de Monòver, mentre que al sud predominen vindre i tindre, pròpies de Novelda. També pot apreciar-se en la toponímia: al nord es troben topònims provinents d'antropònims propis de Monòver i el Pinós, mentre que al sud n'hi ha de l'Alguenya i Novelda. Entre els trets més rellevants del parlar del Carxe destaquen l'harmonia vocàlica, la pèrdua de la -r final, el ieisme i el betacisme.
L'existència d'una nova comunitat catalanoparlant a Múrcia restà desapercebuda fins al 1919-1921, quan Pere Barnils i Antoni Griera en publicaren sengles estudis en el Butlletí de Dialectologia Catalana. Posteriorment, el 1950, Manuel Sanchis-Guarner donà unes primeres notícies del Carxe a la seua Gramàtica Valenciana. El 1970, Sanchis-Guarner aprofundí els seus estudis tot analitzant les característiques dialectals pròpies de la zona. Darrerament, la comarca també ha estat estudiada per Brauli Montoya i Esther Limorti entre d'altres.